# コーブルク郡
コーブルク郡 (ドイツ語: Landkreis Coburg) は、ドイツ、バイエルン州オーバーフランケン行政管区の北西部に位置する。近隣に位置する郡は、北にテューリンゲン州のヒルトブルクハウゼン郡およびゾンネベルク郡、東にクローナハ郡、南にリヒテンフェルス郡およびバンベルク郡、西にハースベルゲ郡がある。郡独立都市コーブルクは、コーブルク郡の郡庁所在地である。

## 地理
北西部の郡境は、主に農地として利用されている緩やかな起伏の高原（海抜300 – 500m）から成る。郡の北部は、テューリンゲンの森の山麓部に属し、すでに中低山地の様相を呈している。ここでは広大な広葉樹林の中に開墾地が点在している。この両者の間に、石灰質のランゲ山地があり、その僅かな耕作地を針葉樹林が覆っている。南部は、フランケン地方イッツ＝ヒューゲルラント（海抜250 – 300m）に属するリアス紀の赤色泥灰土の土地が広がっている。

## 経済
コーブルク郡の工業化は、極めて早い時期に興った。コーブルクはバイエルンで最も古い工業地域の一つである。今日でもコーブルク周辺地域は、ドイツで最も頑健な工業地域であり（人口1000人あたりの工業従事者数は280人）、特に中小企業での生産が多い。
産業構造は、特に、古くからの工業が主である。
- 布張りあるいは革張りの家具や木材加工業（布張り・革張り家具の生産では、ドイツ連邦全体の1/3を占める）
- 玩具製造やクリスマスツリーの装飾製造
- 籠や乳母車といった籐製品製造
- 陶磁器産業（陶磁器の食器や工業用セラミック）

この他に電子技術産業もある。
ドイツの再統一後は、周辺地域振興策が廃止され、EUの東方への拡大や経済危機に対抗する強化策として、産業の構造変化が起こり、多くの職場や企業が犠牲となった。こうした経過の結果、失業率は1980年代には約3%であったのが、2003年11月には10.5%に悪化した。

## 交通

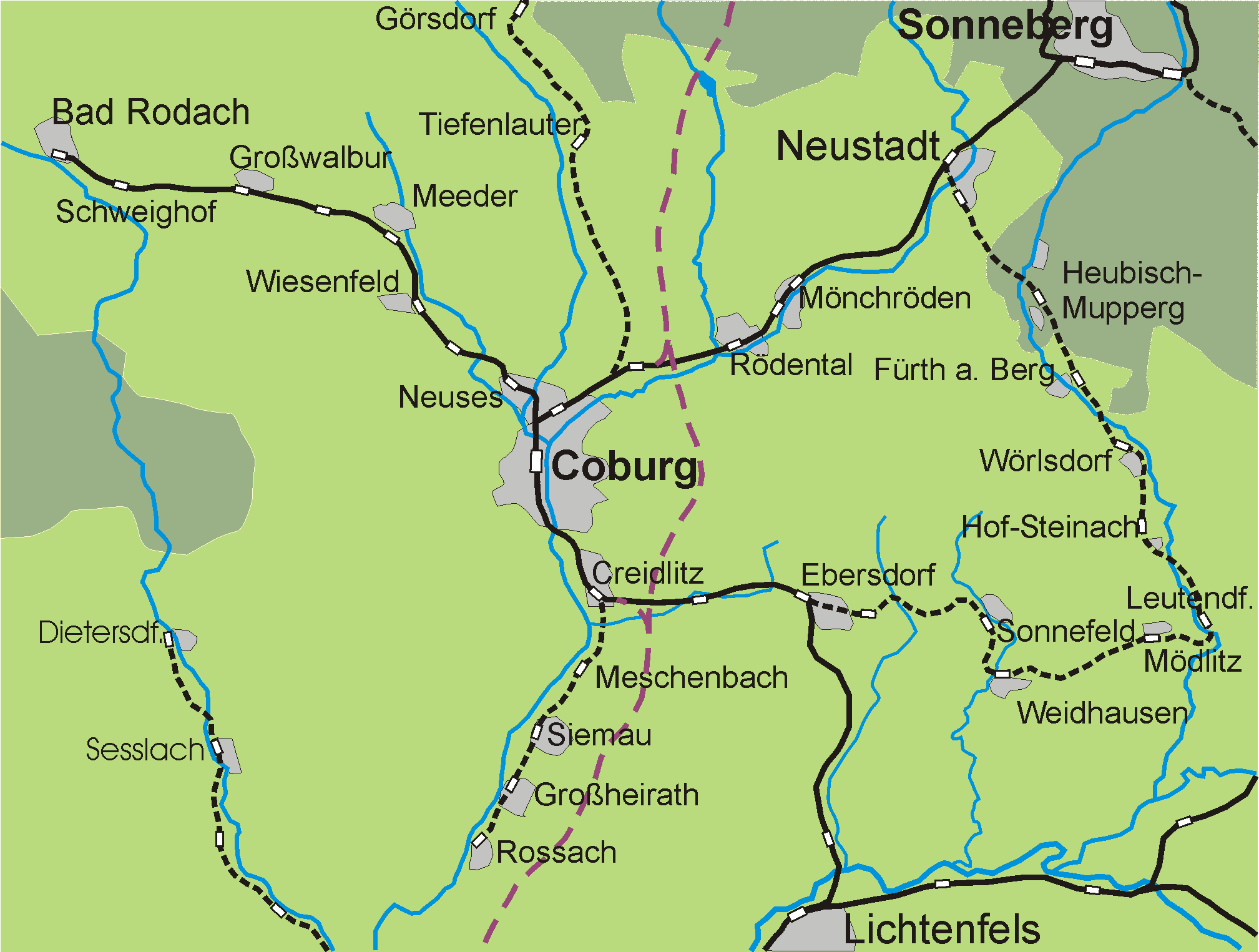
コーブルク周辺の鉄道路線図。黒の実線は現役路線。破線が廃止線。紫の破線は計画高速路線。

ヴェラ鉄道会社が、ザクセン＝コーブルク＝ゴータ公国を事業共同社として開業したのは1858年で、最初の路線ヴェラ線はアイゼナハからマイニンゲン – アイスフェルトを経由してコーブルクまでを結んでいた。2番目の路線は北に延びて、コーブルクとゾンネベルクとを結んだ。
リヒテンフェルスへの路線は、バイエルン王国と共同で1859年に建造された。1892年に最初のローカル路線としてコーブルク ‐ バート・ローダッハが開通した。
この他の近距離鉄道として、プロイセン国立鉄道があった。1900年にクライトリッツで分岐してロサッハへ行くイッツグルント線が、1901年にエーバースドルフで分岐してヴァイトハウゼンへ行くシュタイナハタール線がそれぞれ開通した。これらは、1920年にドイツ帝国鉄道として、ノイシュタットでコーブルク ‐ ゾンネベルク線に接続する環状線となった。
バイエルン国立鉄道が、1913年に開設したバンベルク ‐ ディエタースドルフ路線は、ゼスラハおよび郡西部の自治体を通っている。
全長105kmあった鉄道網（このうち18kmはコーブルク市内）のうち、現在旅客輸送を行っているのはわずか半分(50km)である。廃止された路線(55km)は以下の通り。
- 1945年：フュルト・アム・ベルク ‐ ホイビシュ＝ムッペルク ‐ ノイシュタット
- 1945年 / 1950年：アイスフェルト ‐ ゲルスドルフ＝ティエフェンラウター ‐ コーブルク
- 1975年：ブラウテンギュスバッハ ‐ カルテンブルン＝ウンターメルツバッハ ‐ メンメルスドルフ ‐ ディエタースドルフ
- 1975年：エーバースドルフ ‐ ホーフ＝シュタイナハ ‐ フュルト・アム・ベルク
- 1984年：クライトリッツ ‐ ロサッハ

鉄道交通は、現在ではさほど重要ではない。特にヴェラ鉄道は、もはや東西を結んでいない。
コーブルクの道路交通も、現在の接続状況は良くない。ドイツ統一の1990年までこの地域を通過する交通はほとんどなかった。道路交通は、ニュルンベルク地域とテューリンゲンとの間の南北軸を結ぶ連邦道路B4とシュヴァインフルトとチェコの東西軸を結ぶB303とがある。現在、ドイツ統一交通プロジェクトの枠組みで、連邦アウトバーンA73 ニュルンベルク ‐ リヒテンフェルス線をコーブルク経由でズールまで延長する計画や、ミュンヘン ‐ ベルリン間のICEの一部となるニュルンベルク ‐ エアフルト間の高速鉄道路線の建設プロジェクトが進行している。アウトバーンは、コーブルク ‐ アイスフェレルト間がすでに開通しており、2008年には、通り抜けられるようになる予定である。財政上の問題から全線完成の時期については明らかにされていない。

## 歴史

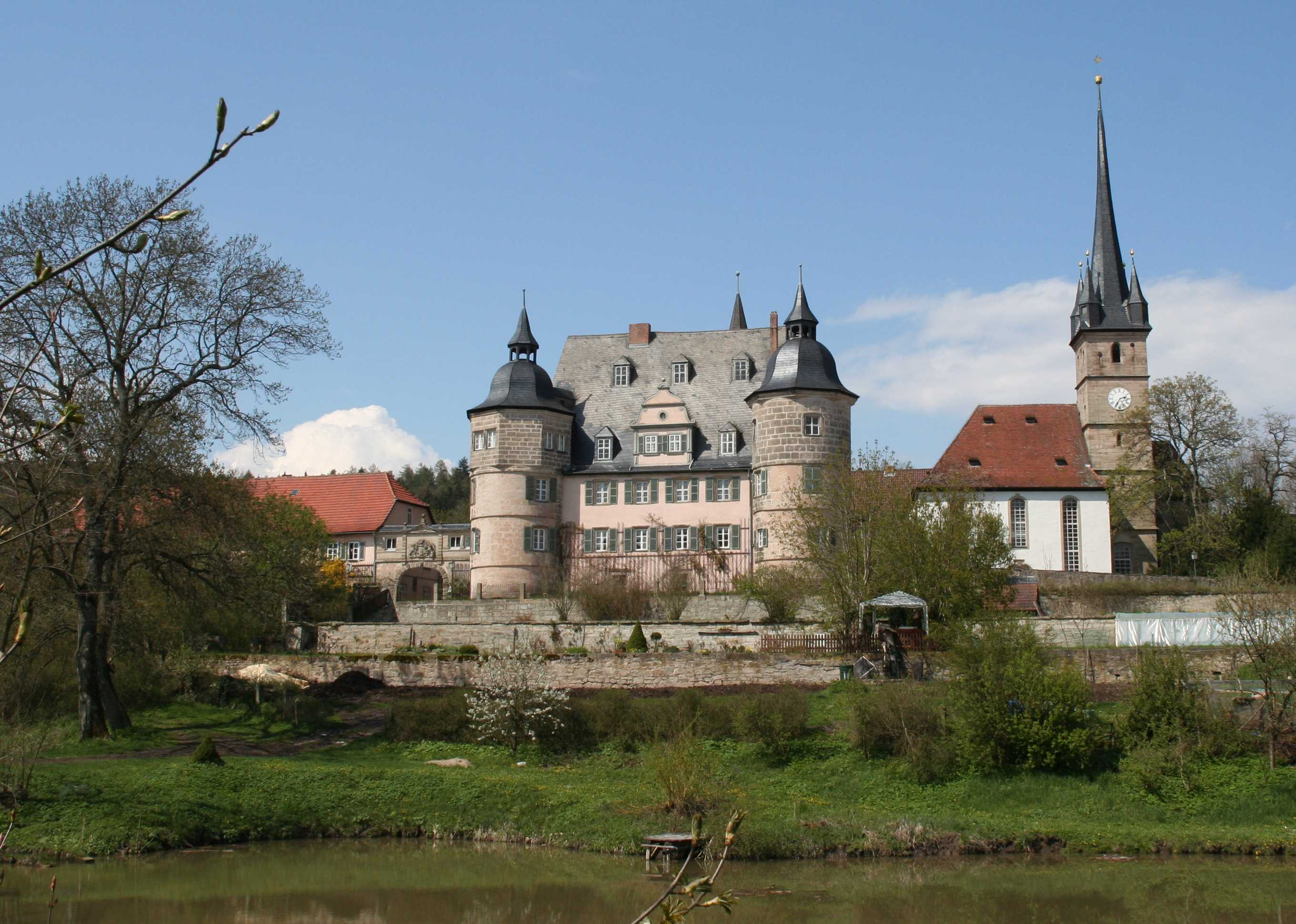
アーホルン城

初めて「コーブルクおよびザールフェルト」として文書に残っているのは、1012年、ロタリンギア宮中伯エーレンフリート（エッツォ）への嫁資としてであった。1056年、その娘リヒェンツァとともに、領主権はポーランド王に移った。その後、1353年にヴェッティン家の厳格伯フリードリヒ3世の手に落ち着くまでの300年の間、アンデクス＝メラニエン伯、ヴィルトベルク伯、ヘンネベルク伯、あるいは、フルダ、ヘルスフェルト、バンツ、ラングハイム、メンヒレーデン、ファイルスドルフ、ゾンネフェルトの各修道院が所有権あるいは領有権を持った。その後この地域は、ザクセン選帝侯領、1547年以後はエルネスティン系諸公国に、1826年から君主体制の終わり（1918年）まではザクセン＝コーブルク＝ゴータ公国に属した。
1858年にザクセン＝コーブルク＝ゴータ公国は、行政と司法の分割を受け容れた。1802年または1807年にはすでに、ノイシュタット・バイ・コーブルク、ローダッハからなるコーブルク司法区II（地方区域）ができており、1826年にはゾンネフェルトも加わっていた。これが行政区としてのコーブルク郡となった。コーブルク司法区Iはコーブルク市にあたる。1877年にはケーニヒスベルク行政区もコーブルク郡に取り込まれた。コーブルク司法区Iとコーブルク司法区IIがコーブルク区裁判所として統合されたことにより、それまでの司法区は区裁判所となった。市としてのコーブルク、ノイシュタット・バイ・コーブルク、ローダッハ、ケーニヒスベルクはコーブルク郡の下位にあったわけではない。それらを幹としてひとつの統治機構となったのである。
1919年の住民投票後、コーブルク自由州（当時コーブルク市とコーブルク州とは本質的に同一であると見なされていた）は、1920年7月1日にバイエルン州に編入された。バイエルン州は、ザクセン＝コーブルク公国の行政機構をバイエルン州のほかの地域に会わせて変更した。それまでのコーブルク郡から、コーブルク、ノイシュタット・バイ・コーブルク、ローダッハ、ゾンネフェルトそれぞれの区裁判所管区が所属するコーブルク行政区が形成された。かつてのコーブルクのケーニヒスベルク区裁判所は、飛び地であったためウンターフランケンのホーフハイム行政区に分割された。コーブルク市、ノイシュタット・バイ・コーブルク、およびローダッハは郡独立の直属の市としてオーバーフランケンにとどまり、ゾンネフェルトとケーニヒスベルクはそれぞれの当時の行政区に組み込まれた。1921年コーブルク、ノイシュタット・バイ・コーブルク、ローダッハ、ゾンネフェルトおよびケーニヒスベルクの区裁判所管区はコーブルク地方裁判所管区に統括されることとなった。これにより、1925年あるいは1929年にはケーニヒスベルクおよびゾンネフェルト区裁判所に管理が行き届くようになった。
1939年にコーブルク行政区は再びコーブルク郡となった。1940年に、ノイシュタット・バイ・コーブルクとローダッハはコーブルク郡に編入された。ノイシュタットについては、1946年に元の状態に戻された。コーブルクは郡独立市として残された。
1972年7月1日に行われたバイエルン州の郡構成に関する再編により、コーブルク郡に郡独立市のノイシュタット・バイ・コーブルクとかつてのシュタフェルシュタイン郡の一部が含まれることとなった。シュタイナハ・アン・デア・シュタイナハ、ホーフ・アン・デア・シュタイナハ、ホルプ・アン・デア・シュタイナハ、ラウテンドルフおよびメトリッツは、1974年にクローナハ郡として分離再編された。郡庁所在地は、郡独立市のコーブルクにおかれた。これは町村合併により、コーブルク郡に属する自治体が拡大したことに対応したものである。こうしてコーブルク郡は現在の範囲となった。ノイシュタット・バイ・コーブルク市は、郡独立都市の立場を失ったが、大規模郡都市となっている。
1960年代にはこの郡の地域には129の自治体があったが、1978年5月10日の市町村合併の確定期限日には、51自治体となった。現在は17の市と自治体で構成されている。

## 住民
コーブルク周辺地域は、6世紀までにテューリンゲン族が入植し、民族大移動の時代にフランク族に征服された。東フランク王国の時代にスラヴ系のヴェンド人やソルブ人が移住した。この地方の方言は、マインフランク語系のイッツグルント語である。
第二次世界大戦後、東方から多くの流民がコーブルクに流れ込んできた。1946年の郡の人口は61,000人を超えていたが、これに対して1939年の人口は40,000人であった。

## 紋章
図柄
分割紋：左側はバイエルンの菱形。右側は、9分割された黒と金に、斜めに曲がった緑色の菱形の環が被さっている。
解説
紋章の左半分は、現在の帰属州であるバイエルンに存する郡独立都市コーブルク市とのつながりを強調している。右半分は、ヴェッティン家の主紋である菱環によって、数世紀にわたるザクセンとのつながりを示している。

## コーブルク郡の見所
- アーホルン城（アーホルン）
- コーブルク地方の器具博物館（アーホルン）
- ホーヘンシュタイン城（アーホルンのホーエンシュタイン地区）
- ローゼナウ城（レーデンタール）
- タムバッハ城（タムバッハ）
- タムバッハ自然動物園（タムバッハ）

## 市と自治体
| 市 - バート・ローダッハ (Bad Rodach, 6,643) - ノイシュタット・バイ・コーブルク (Neustadt bei Coburg, 15,089) 大規模郡都市 - レーデンタール (Rödental, 12,947) - ゼスラハ (Seßlach, 3,942) 町村 - アーホルン (Ahorn, 4,149) - デルフレス＝エスバッハ (Dörfles-Esbach, 3,596) - エーバースドルフ・バイ・コーブルク (Ebersdorf bei Coburg, 6,258) - グロースハイラート (Großheirath, 2,639) - グルプ・アム・フォルスト (Grub am Forst, 2,763) - イッツグルント (Itzgrund, 2,363) - ラウタータール (Lautertal, 4,553) - メーダー (Meeder, 3,630) - ニーダーフュルバッハ (Niederfüllbach, 1,487) - ゾンネフェルト (Sonnefeld, 4,527) - ウンタージーマウ (Untersiemau, 4,315) - ヴァイトハウゼン・バイ・コーブルク (Weidhausen bei Coburg, 3,171) - ヴァイトラムスドルフ (Weitramsdorf, 5,187) | 行政共同体 - グルプ・アム・フォルスト行政共同体 - グルブ・アム・フォルストとニーダーフュルバッハ 自治体に所属しない地域 (6.02 km²) - カレンベルクの森西部 (Callenberger Forst-West, 2.32 km²) - ゲルンハウゼン (Gellnhausen, 2.80 km²) - ケルンホルツ (Köllnholz, 0.90 km²) |

（括弧内の単位のない数値は2023年12月31日現在の人口、面積は2001年12月31日現在）

## 引用
1. ↑  https://www.statistikdaten.bayern.de/genesis/online?operation=result&code=12411-003r&leerzeilen=false&language=de Genesis-Online-Datenbank des Bayerischen Landesamtes für Statistik Tabelle 12411-003r Fortschreibung des Bevölkerungsstandes: Gemeinden, Stichtag (Einwohnerzahlen auf Grundlage des Zensus 2011)
2. ↑  https://www.statistikdaten.bayern.de/genesis/online?operation=result&code=12411-003r&leerzeilen=false&language=de Genesis-Online-Datenbank des Bayerischen Landesamtes für Statistik Tabelle 12411-003r Fortschreibung des Bevölkerungsstandes: Gemeinden, Stichtag (Einwohnerzahlen auf Grundlage des Zensus 2011)